# Joel Kiviranta
Joel Vihtori Kiviranta (* 23. März 1996 in Vantaa) ist ein finnischer Eishockeyspieler, der seit November 2023 bei der Colorado Avalanche in der National Hockey League unter Vertrag steht. Zuvor verbrachte der Flügelstürmer insgesamt vier Spielzeiten in der Organisation der Dallas Stars. Mit der finnischen Nationalmannschaft gewann Kiviranta die Goldmedaille bei der Weltmeisterschaft 2019.

## Karriere
Joel Kiviranta durchlief die Nachwuchsmannschaften von Jokerit Helsinki, für deren U20 er ab der Saison 2011/12 in der Nuorten SM-liiga auflief, der höchsten Juniorenliga Finnlands. Dort kam er in der Spielzeit 2012/13 auf 20 Scorerpunkte in 40 Spielen, sodass ihn der HK Awangard Omsk im KHL Junior Draft 2013 an 162. Position auswählte. In einem NHL Entry Draft wurde er jedoch nicht berücksichtigt. Im Folgejahr 2013/14 steigerte der Flügelstürmer seine persönliche Statistik deutlich auf 37 Punkte aus 38 Spielen, sodass er zu seinem Debüt für die Herren von Jokerit in der Liiga kam. Zur Saison 2014/15 wechselte er jedoch innerhalb der Liga zu Vaasan Sport, für die er in den folgenden fünf Jahren regelmäßig in der höchsten finnischen Profispielklasse auf dem Eis stehen sollte. Unterbrochen wurde dies nur von einer kurzzeitigen Leihe, in deren Rahmen er eine Partie für Kokkolan Hermes in der zweitklassigen Mestis bestritt.
Nachdem Kiviranta in der Saison 2017/18 mit 37 Punkten bester Scorer seines Teams wurde und seine Leistungen im Folgejahr im Wesentlichen bestätigte, unterzeichnete er als Free Agent im Mai 2019 einen Einstiegsvertrag bei den Dallas Stars aus der National Hockey League (NHL). Diese setzten ihn vorerst bei ihrem Farmteam ein, den Texas Stars aus der American Hockey League (AHL), bevor er im Januar 2020 zu seinem NHL-Debüt kam. Mit Dallas erreichte er anschließend das Finale der Stanley-Cup-Playoffs 2020, unterlag dort allerdings den Tampa Bay Lightning mit 2:4. Mit fünf Treffern trug der Finne wesentlich zum Playoff-Erfolg der Stars bei, wobei er insbesondere im Conference-Halbfinale gegen die Colorado Avalanche in Erscheinung trat. Erstmals seit Wayne Gretzky im Jahr 1993 gelang es ihm, als Rookie im siebten Spiel einer Playoff-Serie einen Hattrick zu erzielen, wobei unter seinen drei Treffern auch das 4:4 sowie das spielentscheidende 5:4 in der Overtime waren.
Nach der Saison 2022/23 erhielt der Finne keinen neuen Vertrag in Dallas, sodass er im Oktober 2023 als Free Agent ein Arbeitspapier bei den Colorado Eagles aus der AHL unterzeichnete. Im November 2023 nahm ihn dann auch deren NHL-Kooperationspartner unter Vertrag, die Colorado Avalanche.

### International
Kiviranta nahm auf U17- und U18-Niveau an zahlreichen Turnieren teil, darunter die Olympischen Jugend-Winterspielen 2012 sowie das Europäische Olympische Winter-Jugendfestival 2013, bei denen die finnische Auswahl jeweils die Goldmedaille gewann. In die Medaillenränge schafften es die Teams mit ihm zudem beim Ivan Hlinka Memorial Tournament 2012 (Silber) sowie bei der U18-Weltmeisterschaft 2013 (Bronze), während ein siebter Platz bei der World U-17 Hockey Challenge 2013 sowie ein fünfter Platz beim Ivan Hlinka Memorial Tournament 2013 erreicht wurde. Sein letzter Einsatz im Juniorenbereich stellte die U18-Weltmeisterschaft 2014 (6. Platz) dar, da der Angreifer in der U20-Nationalmannschaft seines Heimatlandes nicht berücksichtigt wurde.
Etwa fünf Jahre später stand Kiviranta für die finnische A-Nationalmannschaft bei der Weltmeisterschaft 2019 auf dem Eis und gewann dort mit dem Team die Goldmedaille.

## Erfolge und Auszeichnungen
| - 2012 Goldmedaille bei den Olympischen Jugend-Winterspielen - 2012 Silbermedaille beim Ivan Hlinka Memorial Tournament - 2013 Goldmedaille beim Europäischen Olympischen Winter-Jugendfestival | - 2013 Bronzemedaille bei der U18-Weltmeisterschaft - 2019 Goldmedaille bei der Weltmeisterschaft |

## Karrierestatistik
Stand: Ende der Saison 2024/25

### International
Vertrat Finnland bei:
| - Olympischen Jugend-Winterspielen 2012 - Ivan Hlinka Memorial Tournament 2012 - World U-17 Hockey Challenge 2013 - Europäischen Olympischen Winter-Jugendfestival 2013 | - U18-Weltmeisterschaft 2013 - Ivan Hlinka Memorial Tournament 2013 - U18-Weltmeisterschaft 2014 - Weltmeisterschaft 2019 |

(Legende zur Spielerstatistik: Sp oder GP = absolvierte Spiele; T oder G = erzielte Tore; V oder A = erzielte Assists; Pkt oder Pts = erzielte Scorerpunkte; SM oder PIM = erhaltene Strafminuten; +/− = Plus/Minus-Bilanz; PP = erzielte Überzahltore; SH = erzielte Unterzahltore; GW = erzielte Siegtore; 1 Play-downs/Relegation; Kursiv: Statistik nicht vollständig)